# Foxes (ca sĩ)
Louisa Rose Allen (sinh ngày 29 tháng 4 năm 1989), còn được gọi là Foxes, là một ca sĩ-nhạc sĩ người Anh xuất thân từ Southampton và bây giờ trụ sở tại Luân Đôn.

## Cuộc sống và sự nghiệp
Allen đã thành công với việc hợp tác với Zedd trong bài hát "Clarity", đạt vị trí số 8 trên bảng xếp hạng Billboard Hot 100 và đạt vị trí số một của US Hot Dance Club Songs. Cô đã phát hành 4 đĩa đơn và một EP "Warrior", cô làm việc với Sam Dixon để thực hiện album đầu tay Glorious. Cô cũng đã làm việc với Fall Out Boy trong bài hát Just One Yesterday. "Youth" (bao gồm cả các bản hòa âm từ Danny Howard, Breakage, Le Youth, Nate Goldsmith and Maze & Masters) cho đến nay đã thu hút được hơn sáu triệu lượt xem trên YouTube.
Trên trang web của mình, Allen giải thích nguồn gốc của nghệ danh của cô. Mẹ Allen đã mô tả một giấc mơ "ám ảnh và xinh đẹp" trong đó một con cáo chạy xuống đường phố của họ, gào thét. Allen, người khi đó cố gắng để tìm thấy một nghệ danh phù hợp, đã dùng "Foxes". Cô dùng nó bởi vì nó thể hiện âm nhạc của cô. Cô đã đặt tựa đề bài hát đầu tiên "Like Foxes Do" và nhiều bài hát tiếp theo của cô là về động vật.